# عبدالسلام بن عبدالله
عبدالسلام بن عبدالله‎ (عربی: عبد السلام بن عبدالله؛ زادهٔ ۱۲ ژانویهٔ ۱۹۶۴) بازیکن فوتبال اهل الجزایر بود.
از باشگاه‌هایی که در آن بازی کرده‌است می‌توان به باشگاه فوتبال الوداد کازابلانکا و باشگاه فوتبال مولودیه وهران اشاره کرد.
وی همچنین در تیم ملی فوتبال الجزایر بازی کرده‌است.